# Haploscapanes papuanus
Haploscapanes papuanus är en skalbaggsart som beskrevs av Roger Paul Dechambre och Alain Drumont 2004. Haploscapanes papuanus ingår i släktet Haploscapanes och familjen Dynastidae. Inga underarter finns listade i Catalogue of Life.